# 5680 (année hébraïque)
5680 (hébreu : ה'תר"ף , abbr. : תר"ף) est une année hébraïque qui a commencé à la veille au soir du 25 septembre 1919 et s'est finie le 12 septembre 1920. Cette année a compté 354 jours. Ce fut une année simple dans le cycle métonique, avec un seul mois de Adar. Ce fut la troisième année depuis la dernière année de chemitta.

## Calendrier
Ce calendrier hébraïque de l'année 5680 donne les correspondances avec les dates du calendrier grégorien.
Le premier nombre dans chaque case correspond au jour du mois hébraïque. Les jours en couleurs sont des jours remarquables juifs .
| ◄◄ | 5680 | ►► |

## Événements
- Émeutes de Jérusalem de 1920

## Naissances
- Avrohom Karp
- Rosalind Franklin

## Décès
- Yosef Yozel Horwitz
- Amedeo Modigliani

5675 - 5676 - 5677 - 5678 - 5679 - 5680 - 5681 - 5682 - 5683 - 5684 - 5685